# Protoglossum
Phaeocollybia is een geslacht van schimmels behorend tot de familie Hymenogastraceae. De typesoort is Protoglossum luteum, maar deze is overgezet naar het geslacht Cortinarius als Cortinarius atratus. Dit geslacht bevat alleen nog Protoglossum niveum.